# 卡利季亞基
50°2′19″N 23°25′10″E / 50.03861°N 23.41944°E
卡利季亞基（烏克蘭語：Калитяки），是烏克蘭的村落，位於該國西部利沃夫州，由亞沃里夫區負責管轄，始建於1919年，面積0.69平方公里，海拔高度245米，2001年該村落人口617。